# José Félix Allende-Salazar Mazarredo
José Félix Allende-Salazar Mazarredo (Bilbao, 21 de febrer de 1802 - Madrid, 25 de gener de 1893) fou un militar i polític basc, senador i ministre durant el regnat d'Isabel II d'Espanya.

## Biografia
De 1814 a 1817 va estudiar al Reial Seminari de Bergara i el 28 de març de 1818 va ingressar a l'Acadèmia de Cadets. D'ací va passar als Guàrdies Reials, que va abandonar després del motí de 7 de juliol de 1822 per ingressar al Batalló dels Lleials Constitucionals. Destacat liberal, va combatre els Cent Mil Fills de Sant Lluís a Aragó. Capturat a Cadis en 1823, fou confinat un temps a Almagro i apartat de la carrera militar. El març de 1833 va reingressar com alferes als Guàrdies Reials i va marxar al País Basc a combatre en la Primera Guerra Carlina com a ajudant de camp del comandant general de Biscaia, Baldomero Espartero. Va participar en el setge de Bilbao (1835) i va ascendir a tinent. En 1837 va ascendir a capità i a comandant, i en 1838 a tinent coronel i coronel. Li fou conferit aleshores el comandament del Regiment d'Almansa, que va ocupar fins a març de 1839.
El març de 1840 va demanar l'excedència de l'exèrcit i durant la regència d'Espartero tornà a Bilbao, allunyat de la política. el febrer de 1844 fou ascendit a general a instàncies del seu cosí, el ministre de guerra Manuel Mazarredo y Mazarredo. Fou elegit diputat per Biscaia en 1853 i 1854, on defensà el foralisme i el desenvolupament del ferrocarril. Va participar en la vicalvarada de 1854 i com a recompensa Espartero el va ascendir a mariscal de camp i el va nomenar ministre de Marina (maig-juliol de 1854).
En 1856 va trencar amb Espartero i per la seva oposició a Leopoldo O'Donnell deixà la política i tornà a Bilbao. Després de la revolució de 1868 la Diputació Foral de Biscaia el va enviar a Madrid amb el seu nebot Julián Basabe Allende-Salazar i Manuel de Urrutia y Beltrán per tal de legitimar el fet que la Diputació es convertís en Junta Revolucionària i defensar el sistema foral. El 12 d'octubre fou ascendit a tinent general i nomenat Capità General del País Basc. En juliol de 1871 dimití del seu càrrec i fou nomenat Capità General de Castella la Nova, càrrec del qual dimití el maig de 1872. Aleshores va lluitar en la tercera guerra carlina com a Enginyer General de l'Exèrcit i fou nomenat senador per Guadalajara. Quan es proclamà la Primera República Espanyola va dimitir de tots els seus càrrecs i es va establir a Madrid, on va morir en 1893 sense participar més en política.